# Сан Теодоро (Сардиния)
Вижте пояснителната страница за други значения на Сан Теодоро.
Сан Теодо̀ро (на италиански: San Teodoro; на сардински: Santu Tiadòru, Санту Тиадору, на местен диалект Santu Diadòru, Санту Диадору) е малко пристанищно градче и община в Южна Италия, провинция Сасари, автономен регион и остров Сардиния. Разположено е на североизточния бряг на острова. Населението на общината е 4630 души (към 2010 г.).